# 吉野梅園
吉野梅園（よしのばいえん）は、大分県大分市の吉野地区（大字杉原）にある梅園である。

## 概要
樹齢800年の臥龍梅（約50本）、大分県の県木・県花である豊後梅、寒紅梅、青軸梅、白加賀など、計約450本の梅が植えられている、大分県内でも有数の規模の梅園である。
園内には、吉野天満社があり、また、府内藩第6代藩主松平近儔がこの地を訪れた際に詠んだ「よしの芳野かしこは桜ここは梅」の句碑や、松尾芭蕉の「この梅に牛も初音と啼つべし」の句碑が建てられている。
梅は毎年2月中旬から3月中旬に満開になり、開花期には吉野梅まつりが行われ、江戸時代から吉野地区に伝わる吉野棒術、臥龍梅音頭、臥龍梅太鼓等のさまざまな催しが行われる。

## 臥龍梅
この梅園にある臥龍梅には、次のような言い伝えがある。
1192年（建久3年）、藤原信近という者が禁裏守護の任から退きこの地に居を構えた。その子の近里は神仏を篤く信仰し、孝行者として知られていたが、ある日、薪をとりに山に行った時に誤って右脛の骨を折り、足が不自由になった。
ある晩、近里の夢に翁が現れ、太宰府天満宮に祈願すれば怪我は癒えるとのお告げがあった。そこで近里は太宰府に詣で17日間参籠した。すると、満願の夜に貴顕の士（菅原道真）が現れ、梅の枝を授けるので、これを自分と思って祈願すれば怪我は平癒すると告げた。
翌朝、目覚めると、近里のそばには一枝の梅の花が置かれていた。近里がこれを持ち帰り土に挿すと、梅の樹は青々と育ち、その成長につれて近里の怪我も平癒した。幹が曲がりくねり、地を這うように茂った梅の樹は、その姿が地に臥した龍のようであることから、臥龍梅と呼ばれるようになった。

## 交通
- 自動車 - 国道10号を戸次・臼杵方面へ。筒井大橋たもとで大分県道25号臼杵上戸次線に入る。
  - JR九州大分駅から車で約30分。
  - 大分道・東九州道大分米良ICから車で約20分。
  - JR九州豊肥本線竹中駅（最寄り駅）から車で約10分
- バス - 大分駅前のりばから臼杵行きに乗車し、約40分の杉原停留所で下車、徒歩3分[5]。